# Twelve Shots on the Rocks
Twelve Shots on the Rocks es el sexto álbum de estudio de la banda de rock finlandesa Hanoi Rocks, publicado en 2002. Fue certificado como disco de oro en Finlandia.

## Lista de canciones
1. "Intro" – 0:28
2. "Obscured" (Juan Amaral, Hector Fernandez, Gabriel Gutierres, Michael Monroe, Jude Wilder) – 4:06
3. "Whatcha Want" (Monroe, Wilder) – 4:17
4. "People Like Me" (Andy McCoy, Monroe) – 2:58
5. "In My Darkest Moment" (McCoy, Monroe) – 4:23
6. "Delirious" (Gary Holton, Monroe, Ronnie Thomas, Wilder, Williams) – 3:15
7. "A Day Late, A Dollar Short" (McCoy) – 3:08
8. "New York City" (Monroe, Wilder) – 4:04
9. "Winged Bull" (Daryl Hall) – 4:27
10. "Watch This" (Monroe, Wilder) – 3:46
11. "Gypsy Boots" (McCoy, Monroe) – 4:12
12. "Lucky" (McCoy, Monroe) – 3:22
13. "Designs on You" (Monroe, Wilder) – 10:30

## Créditos
- Michael Monroe – Voz, saxofón, guitarras
- Andy McCoy – Guitarras
- Costello Hautamäki – Guitarras
- Timpa – Bajo, coros
- Lacu – Batería y percusión